# Vampires Suck
Vampires Suck is een film uit 2010. De film is een parodie op de eerste twee boeken/films van de "Twilight Saga": Twilight en New Moon.

## Verhaal
Becca Crane verhuist naar het fictieve stadje Sporks waar ze gaat samenwonen met haar vader Frank, een sheriff. Haar moeder heeft nu een relatie met Tiger Woods.
Er gebeuren vreemde moorden in Sporks. De verdachten zijn Kim, Khloé en Kourtney Kardashian. Becca maakt snel "vriendschap" met haar nieuwe klasgenoten. Ze is geïntigreerd door de mysterieuze Edward Sullen die op een verre afstand van haar blijft.
Op zeker ogenblik wordt Becca bijna aangereden door een bestelwagen op de schoolparking. Edward verplaatst zich op onverklaarbare wijze vliegensvlug van de ene naar de andere kant van de parking. Edward gebruikt een andere schooljongen om het busje tegen te houden. Hoewel deze schooljongen zwaargewond geraakt, hebben Edward en Becca niets.
Wanneer Becca hem hierover aanspreekt, zegt Edward dat ze het beste geen vrienden kunnen zijn. Na opzoekwerk denkt Becca verkeerdelijk dat Edward lid is van de Amerikaanse popgroep "Jonas Brothers". Edward verbetert haar en zegt dat hij een vampier is die leeft op het bloed van dieren. Als bewijs laat hij zijn borstkas zien die oplicht in de zonneschijn.
Becca en Edward worden verliefd op elkaar, maar Edward weigert elke vorm van seks omdat dit te gevaarlijk zou zijn. Op haar verjaardag stelt Edward Becca voor aan de rest van de vampierenfamilie. Becca krijgt van hen een cadeau, maar verwondt zich aan het cadeaupapier. De vampierenfamilie kunnen de geur van haar bloed niet weerstaan en trachten Becca te vermoorden. Edward kan dit voorkomen, maar realiseert dat hun relatie te gevaarlijk is voor het leven van Becca. Hij beslist om de relatie te stoppen wanneer hij Becca ook nog eens moet redden uit de handen van drie nomadische vampieren.
Het vertrek van Edward doet Becca in een depressie belanden. Na een aantal maanden ontdekt ze dat ze bij gevaarlijke activiteiten of sporten Edward duidelijk ziet. Daarnaast trekt ze vaak op met Jacob White, een vriend uit haar kindertijd.
Becca ontdekt dat Jacob wel een heel vreemde eigenschap heeft. Zo kunnen hij en enkele van zijn leeftijdsgenoten zich omvormen tot Chihuahua’s om zo vampieren aan te vallen en te doden.
Ondertussen zit Edward in Brazilië waar hij een relatie heeft met Lady Gaga. Omwille van een miscommunicatie denkt hij dat Becca zelfmoord heeft gepleegd. Daarom beslist hij om volledig naakt in de zon te gaan staan op het eindejaarsbal van Sporks High School. Het thema van het bal is het "Sint Salvador-festival", dat opgedragen is ter executie/bestrijding van vampieren. Zo hoopt hij om de machtige vampierenleiders, de Zolturi, te provoceren met de bedoeling dat zij hem zouden vermoorden.
Becca komt te weten wat Edward van plan is. Ze snelt met een Porsche Carrera naar Edward om hem tegen te houden. Ze wordt tegengehouden door de vrouwelijke fans van Edward en Jacob. Net wanneer Edward zichzelf letterlijk en figuurlijk blootgeeft, verschijnt er een eclips waardoor het donker wordt. Het zonlicht geraakt niet meer tot op de huid van Edward, dus heeft hij zich niet kunnen blootgeven als vampier.
De Zolturi verschijnen vervolgens. Na een gevecht wordt er beslist dat Edward Becca moet transformeren tot vampier. Dat is de enige manier om hun leven te sparen. Edward doet dit nadat Becca belooft om met hem te trouwen. Daarop wordt hij vermoord door Buffy Summers.

## Verwijzingen naarTwilight
Er zijn heel wat referenties die duidelijk wijzen naar de boeken en films van Twilight.
- In Twilight heet het dorpje Forks, in deze film Sporks
- Becca Crane verwijst naar Bella Swan.
- Edward Sullen verwijst naar Edward Cullen
- Rene, de moeder van Bella, heeft in Twilight een relatie met een beroemde baseball-speler die in opmars is. In "Vampires Suck" is dit de bekende golfspeler Tiger Woods
- De scène met de bestelwagen komt duidelijk uit Twilight.
- De borstkas van Edward licht in beide films op als deze in aanraking komt met zonnestralen.
- In New Moon verwondt Bella zich ook aan het inpakpapier van een verjaardagscadeau. Ook wordt ze daar achtervolgd door nomadische vampieren.
- Zowel Bella als Becca zijn depressief wanneer Edward hen verlaat. In beide films komt Edward duidelijk in beeld wanneer Bella/Becca gevaarlijke dingen willen doen.
- In Twilight heet het personage "Jacob White" "Jacob Black". Hij en zijn leeftijdsgenoten veranderen daar in enorme wolven wanneer er vampiers in de buurt zijn. Net zoals in Twilight hebben ze in hun mensenvorm een grote tatoeage.
- Edward denkt in New Moon ook dat Bella is gestorven. Daarom gaat hij naar de Volturi in Italië. Daar wil hij zijn bovenlijf laten zien op de St. Marcusdag. Bella kan Edward niet tegenhouden omdat ze wordt belemmerd door de feestvierders.
- Ook in New Moon moet Bella van de Volturi worden getransformeerd naar een vampier.
- In Twilight rijdt Edward in een Volvo C30. In "Vampires Suck" rijdt hij daar ook mee.
- De eclips in "Vampires Suck" is een verwijzing naar het derde boek van de Twilight-reeks dat dezelfde ondertitel heeft.
- 'Saint Salvatore Day Festival' verwijst naar de gebroeders Salvatore uit de televisieserie The Vampire Diaries.

## Onthaal
De film werd niet goed onthaald door zowel critici als het algemene publiek. De film heeft dus ook maar een lage rating zowel bij IMDB als op Moviemeter waar de film zelfs in de "Flop 100" staat van allerslechtste films.
Ook is de film genomineerd voor 4 "Golden Raspberry Awards 2010" in de categorieën: "Slechtste film", "Slechtste regisseur", "Slechtste scenario" en "Slechtste film gebaseerd op een bestaand verhaal/film...". Ironisch genoeg heeft de film Eclipse, dewelke het vervolg is van Twilight en New Moon waarop Vampires Suck is gebaseerd, 9 nominaties voor een "Razzie Award 2010". Opmerkelijk is ook dat "Vampires suck" uiteindelijk geen prijs won, terwijl acteur Jackson Rathbone de prijs "slechtste mannelijke bijrol" won voor de films "The Twilight Saga: Eclipse" en "The Last Airbender".

## Rolverdeling
| Acteur                | Personage                |
| --------------------- | ------------------------ |
| Jenn Proske           | Rebecca "Becca" Crane    |
| Matt Lanter           | Edward Sullen            |
| Diedrich Bader        | Frank Crane              |
| Christopher N. Riggi  | Jacob White              |
| Ken Jeong             | Daro                     |
| Anneliese van der Pol | Jennifer                 |
| Arielle Kebbel        | Rachel                   |
| B.J. Britt            | Antoine                  |
| Charlie Weber         | Jack                     |
| Emily Brobst          | June                     |
| Bradley Dodds         | Salvatore                |
| Mike Mayhall          | Nicholas                 |
| Rett Terrell          | Max                      |
| Stephanie Fischer     | Rosalyn                  |
| Nick Eversman         | Jeremiah                 |
| Zane Holtz            | Alex                     |
| Crista Flanagan       | Eden                     |
| Jeff Witzke           | Dr. Carlton              |
| Jun Hee Lee           | Derric                   |
| Kelsey Ford           | Iris                     |
| David DeLuise         | Visser Scully            |
| Krystal Mayo          | Buffy the Vampire Slayer |
| Ike Barinholtz        | Bobby White              |
| Dave Foley            | Rector Smith             |
| Helena Barrett        | Alice                    |
| Matthew Warzel        | John                     |